# Люблінська пожежа

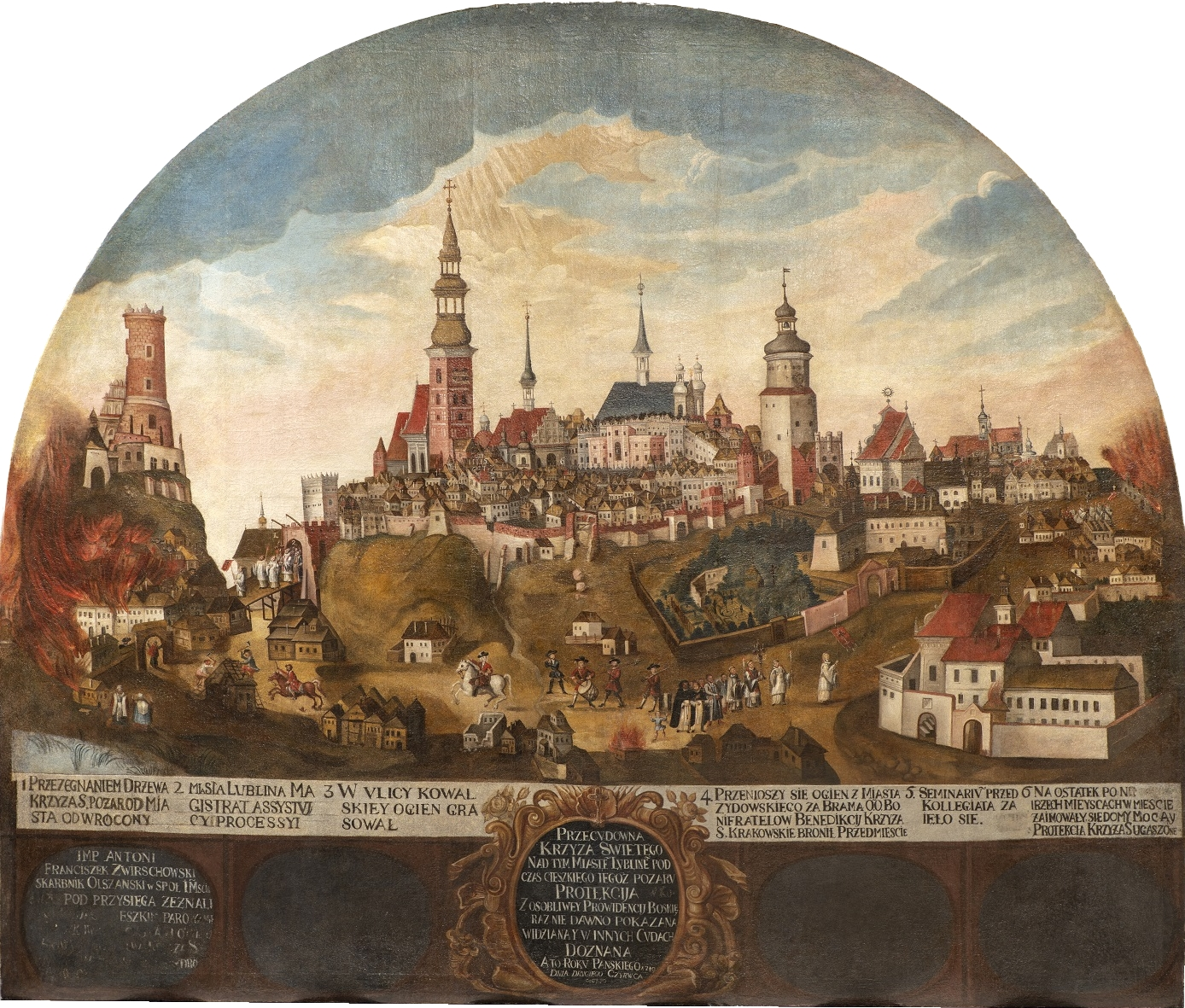
Зображення Люблінської пожежі в Домініканському костелі (Люблінській базиліці св. Станіслава Єпископа-Мученика)

Лю́блінська поже́жа (пол. Pożar Lublina) — пожежа, яка спалахнула 2 червня 1719 від удару блискавки в солом'яну стріху одного з будинків в єврейському районі Любліна попід міськими мурами. Полум'я огорнуло більшу частину Любліна. У найдраматичніший момент вуличками міста рушила процесія домініканців з реліквією Дерева Святого Хреста. Судячи з усього, сталося чудо. Незважаючи на спеку раптом зібралися хмари і впав великий дощ, який допоміг приборкати стихію.

## Картина
«Пожежа в Любліні 1719 року» — це панорамне полотно анонімного цехового живописця, яке знаходиться в Домініканському костелі Любліна. 1954 року картина пройшла ретельну реставрацію за кошти тодішнього Міністерства культури і мистецтва ПНР. Цю повністю перемальовану в ХІХ столітті картину зі серйозними пошкодженнями було почищено і відтворено на новому полотні у Державній майстерні реконструкції пам'яток живопису, що у Варшаві.
«Пожежа» — це зображення, яке відоме з повсякчасних численних репродукцій і ввійшло в колективну пам'ять як одна зі своєрідних ікон міста, хоча його тільки раз розлого і професійно описали (після реставрації) художниця Марія Ортвайн і мистецтвознавець Генрик Гаварецький у спільній статті 1954 року.
Картина нетипова і велика також і у фізичному плані: ширина її основи сягає 385 см, а висота у найвищому місці — 325 см, причому прямокутник нижньої частини переходить вгорі у півколо. Картину створено, ймовірно, у другій чверті XVIII століття.